# دهانه رودخانه استین
رودخانه اِستین (انگلیسی: Steen River) یک ساختار برخوردی در استان آلبرتا کشور کانادا است. قطر این دهانه ۲۵ کیلومتر (۱۶ مایل) است و سنش ۷ ± ۹۱ میلیون سال (کرتاسه پسین) برآورد شده است. دهانه بر روی سطح زمین نمایان نیست و زیر ۲۰۰ متر (۶۶۰ فوت) لایه‌های نهشته دفن شده است. بخشی از دهانه پیش از دفن شدن فرسوده شده بوده است.